# Libia (esploratore)
Il Libia era un esploratore della Regia Marina Italiana.

## Storia

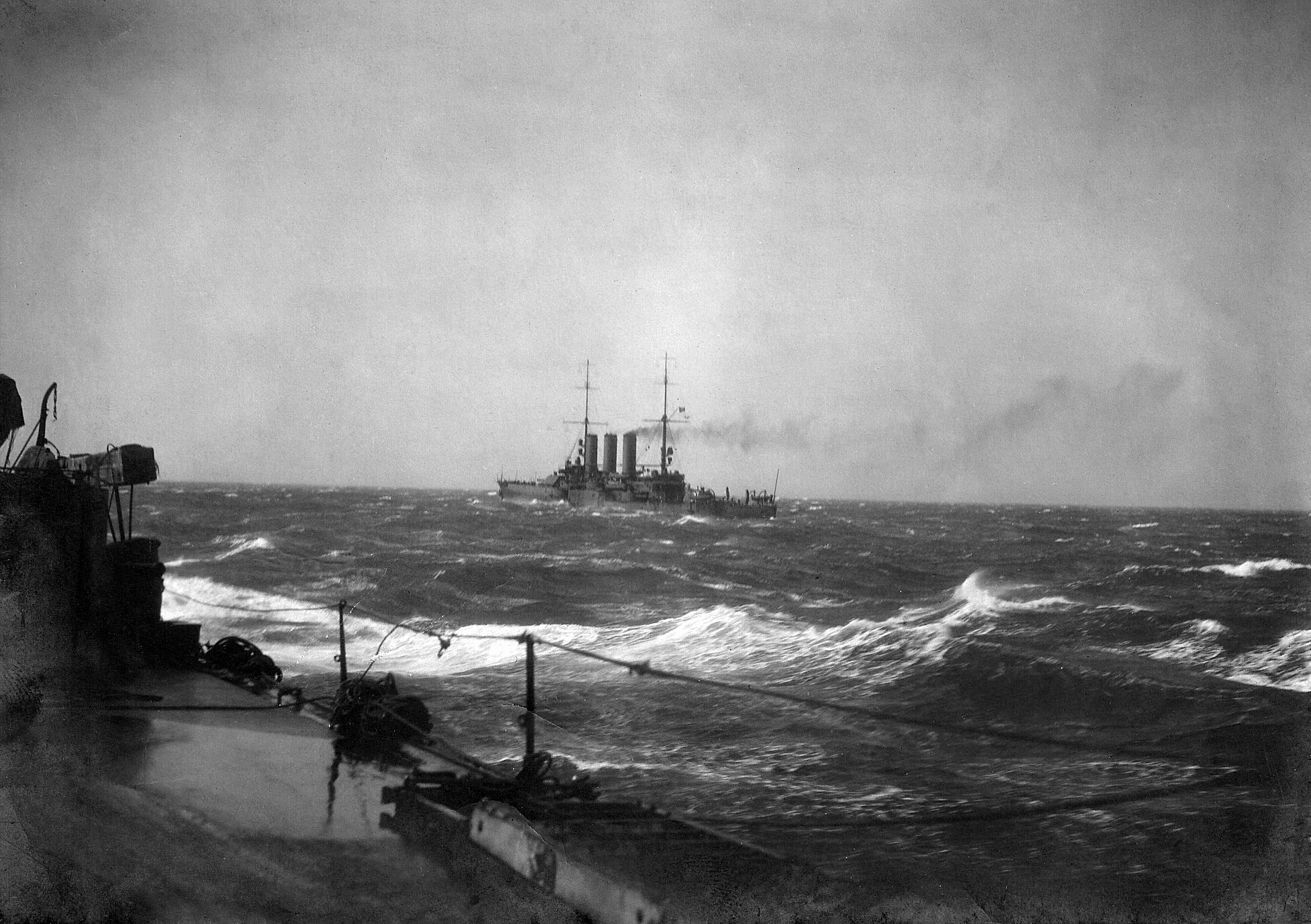
La nave Libia, in navigazione (circa 1923).

Il Libia fu realizzato da Ansaldo nei cantieri di Genova, su commissione originaria della Marina Turca con il nome di Drama. In seguito allo scoppio della guerra italo-turca la nave venne requisita dalla Regia Marina e il progetto fu completato con il nome Libia nel 1913.
Il Libia era una nave veloce e con un buon armamento ma con una corazzatura scarsa, adatta quindi per missioni di esplorazione, ma l'utilizzo dell'aeronautica per questo tipo di missioni rese queste navi obsolete e il Libia venne destinato a crociere di rappresentanza o per missioni di lunga durata in luoghi lontani.
Dal 10 marzo 1921 al 20 febbraio 1923 compì un giro del mondo sotto il comandante Ernesto Burzagli. Toccò i porti di 59 città tra cui Gibilterra, L'Avana, New Orleans, Galveston, Panama, San Francisco, Honolulu, Melbourne, Manila, Shanghai (dove rimase per oltre cinque mesi per proteggere gli italiani residenti in Cina), Kōbe, Nagasaki, Hong Kong, Singapore, Colombo, Porto Said, coprendo 44.200 miglia di navigazione.
Tornò in Cina nel 1924 per affiancare le unità Caboto e Carlotto e per oltre dieci anni questa nave rappresentò la Marina Italiana in Oriente (Concessione italiana di Tientsin) e Medio Oriente.
Nel 1925 risalì il fiume Yang Tze Kiang fino ad Hankow. Nel 1929, sempre lungo lo Yang Tze Kiang, il Libia salvò diversi naufraghi dopo la collisione con un mercantile cinese. Nel 1932 si recò in Giappone e l'anno dopo rientrò in Italia per il disarmo.

## Comandanti
- Andrioli Stagno 1915
- Burzagli 1921-1923
- Moreno 1924
- Alessio 1925
- Miraglia 1927
- Pini 1929
- Bacci 1932

## Curiosità
Nel 1924 fu imbarcato sul Libia il sottotenente di vascello Carlo Fecia di Cossato, futuro asso dei sommergibili.